# B.S.R. Tower 2
B.S.R. Tower 2 (hebr. מגדל ב.ס.ר. בצמרת 2) – wieżowiec w osiedlu Park Cammeret we wschodniej części miasta Tel Awiw, w Izraelu.

## Historia
We wrześniu 2002 zatwierdzono plan budowy osiedla Park Tzameret, w skład którego miało wejść 12 mieszkalnych drapaczy chmur. Kompleks mieszkalny był wzorowany na podobnych projektach realizowanych w Londynie i Paryżu. Budowa wieżowców rozpoczęła się w 2005.
W 2009 rozpoczęła się budowa kompleksu trzech wieżowców Habas Park Tzameret, które są położone w południowej części osiedla. W skład tego kompleksu wchodzą wieżowce: W Boutique (wysokość 105 metrów), B.S.R. Tower 2 i B.S.R. Tower 3 (wysokość 101 metrów).
Budowa wieżowca B.S.R. Tower 2 rozpoczęła się w 2010.

## Dane techniczne
Budynek ma 30 kondygnacji i wysokość 101 metrów.
Wieżowiec jest budowany w stylu modernistycznym. Jest wznoszony z betonu.